# Цетинский, Андрей
Андрей Мартинович Цетинский (словен. Andrej Martina Cetinski; 30 ноября 1921, Баня-Лока — 25 октября 1997, Любляна) — югославский словенский военный деятель, участник Народно-освободительной войны Югославии.

## Биография
На фронте с 1941 года. Член Коммунистической партии Словении. Один из основателей партизанского подполья в Словении (Кочевско). С декабря 1941 года командовал ротой Чанкарьской бригады, позднее командовал батальоном и занимал должность заместителя командира бригады. В марте 1944 года был переведён в Зиданшковскую бригаду, где скоро стал командиром. В октябре 1944 года занял должность начальника штаба бригады Шландера. В марте 1945 года возглавил Штирийскую группу отрядов, в мае возглавил Брачичевскую бригаду в Австрийской Каринтии. После войны окончил Высшую военную академию ЮНА, позднее работал там профессором. Занимал должность помощника командира 9-й армии, после чего вышел в отствку. Занимал должность в Совете СР Словении. Награждён рядом орденов и медалей: орденами Народного героя, Братства и единства, Югославской Народной Армии, «За храбрость», «Партизанская звезда», «За заслуги перед народом», а также Партизанским крестом Польши и медалью Партизанской памяти.